# 卡塞莱卢拉尼
卡塞莱卢拉尼（義大利語：Caselle Lurani），是意大利洛迪省的一个市镇。总面积7平方公里，人口3101人，人口密度443.0人/平方公里（2009年）。ISTAT代码为098012。